# Mörkbrun sköldlav
Mörkbrun sköldlav (Neofuscelia pulla) är en lavart som först beskrevs av Erik Acharius, och fick sitt nu gällande namn av Theodore Lee Esslinger. Mörkbrun sköldlav ingår i släktet Neofuscelia, och familjen Parmeliaceae. Arten är reproducerande i Sverige.